# مكورة راكدة
المكورة الراكدة أو أساينيتوباكتر (الاسم العلمي: Acinetobacter) هي جنس من البكتيريا يتبع الفصيلة الموراكسيلية من رتبة الزوافات. وهي سلبية الغرام شائعة في التربة والمياه، ويمكن العثور عليها فوق جلد الأفراد الذين يقومون بخدمات الرعاية الصحية. يوجد أنواع مختلفة من بكتيريا الراكدة وتعتبر غير ممرضة للناس الأصحاء، لكن بعض أنواعها يمكن أن تؤدي إلى إصابات مرضية عند الأشخاص مضعفي المناعة، وحوالي 80% من الإصابات تنتج عن نوع راكدة بومانية.
تفشي الإصابات تحدث عادة في وحدات العناية المكثفة وعيادات إسكان الأفراد المصابين. وبالرغم من أن العدوى بالراكدة نادراً ما تحدث خارج العيادات الصحية، إلا أنه تم التبليغ عن إصابات بالمئات بين صفوف القوات الأمريكية بعد الغزو الأمريكي للعراق.
تسبب الراكدة إصابات متنوعة، تتراوح بين الالتهاب الرئوى إلى إنتان والتهابات الجروح. وتختلف الأعراض باختلاف الإصابة والمرض. الأعراض النمطية هي للالتهاب الرئوي يمكن ان تشمل الحمى، الرعاش، أو السعال. قد تستعمر الراكدة أو نعيش في المريض دون التسبب في إصابة أو تحدث أي أعراض، وخاصة في مواقع الفغر الرغامي أو الجروح المفتوحة.

## أنواع الراكدة
- راكدة بومانية (الاسم العلمي:Acinetobacter baumannii)
- راكدة بيلية (الاسم العلمي:Acinetobacter baylyi)
- راكدة بيجرينكية (الاسم العلمي:Acinetobacter beijerinckii)
- راكدة بوفتية (الاسم العلمي:Acinetobacter bouvetii)
- راكدة خلات الكالسيوم (الاسم العلمي:Acinetobacter calcoaceticus)
- راكدة غرنرية (الاسم العلمي:Acinetobacter gerneri)
- راكدة غريمونتية (الاسم العلمي:Acinetobacter grimontii)
- راكدة غيلنبرجية (الاسم العلمي:Acinetobacter gyllenbergii)
- راكدة حالة للدم (الاسم العلمي:Acinetobacter haemolyticus)
- راكدة جونسونية (الاسم العلمي:Acinetobacter johnsonii)
- راكدة جونية (الاسم العلمي:Acinetobacter junii)
- راكدة لفوفية (الاسم العلمي:Acinetobacter lwoffii)
- راكدة صغيرة (الاسم العلمي:Acinetobacter parvus)
- راكدة مقاومة للإشعاع (الاسم العلمي:Acinetobacter radioresistens)
- راكدة شندلرية (الاسم العلمي:Acinetobacter schindleri)
- راكدة تاندويوية (الاسم العلمي:Acinetobacter tandoii)
- راكدة تجرنبرغية (الاسم العلمي:Acinetobacter tjernbergiae)
- راكدة تاونرية (الاسم العلمي:Acinetobacter towneri)
- راكدة أورسنغية (الاسم العلمي:Acinetobacter ursingii)
- راكدة مضادة للفيروس (الاسم العلمي:Acinetobacter antiviralis)
- راكدة بيريزنية (الاسم العلمي:Acinetobacter bereziniae)
- راكدة بوهيمية (الاسم العلمي:Acinetobacter bohemicus)
- راكدة بواسييرية (الاسم العلمي:Acinetobacter boissieri)
- راكدة بريسوية (الاسم العلمي:Acinetobacter brisouii)
- راكدة بندقية (الاسم العلمي:Acinetobacter venetianus)
- راكدة ترابية (الاسم العلمي:Acinetobacter soli)
- راكدة فظة (الاسم العلمي:Acinetobacter rudis)
- راكدة كنغ فنغية (الاسم العلمي:Acinetobacter qingfengensis)
- راكدة بوينغية (الاسم العلمي:Acinetobacter puyangensis)
- راكدة بيتية (الاسم العلمي:Acinetobacter pittii)
- راكدة المشافي (الاسم العلمي:Acinetobacter nosocomialis)
- راكدة رحيقية (الاسم العلمي:Acinetobacter nectaris)
- راكدة كوكية (الاسم العلمي:Acinetobacter kookii)
- راكدة هندية (الاسم العلمي:Acinetobacter indicus)
- راكدة غيوية (الاسم العلمي:Acinetobacter guillouiae)